# Caecum clarkii
Caecum clarkii é uma espécie de molusco pertencente à família Caecidae.
A autoridade científica da espécie é Carpenter, tendo sido descrita no ano de 1859.
Trata-se de uma espécie presente no território português, incluindo a zona económica exclusiva.